# Język arakański
Język arakański – język należący do grupy birmańskiej chińsko-tybetańskiej rodziny językowej, którym posługuje się ok. 765 tys. Arakanów zamieszkujących zachodnie rejony Birmy i przygraniczne tereny Bangladeszu. W starszej literaturze traktowany raczej jako dialekt języka birmańskiego.